# 川平灣
川平灣（日语：／ Kabira wan */?）是一個位在日本沖繩縣石垣島北方的海灣。其著名的景點是他淨白的沙灘跟清澈的海水，川平灣也是西表石垣國立公園的一部分，受到法律的管轄以及保護。川平灣旁的於茂登岳被日本文化財產指定為重要的紀念物。該灣也產出稀有少量的黑珍珠。川平灣附近的村落在1950-1952年間也被美國文化學者觀察研究過。

## 參考

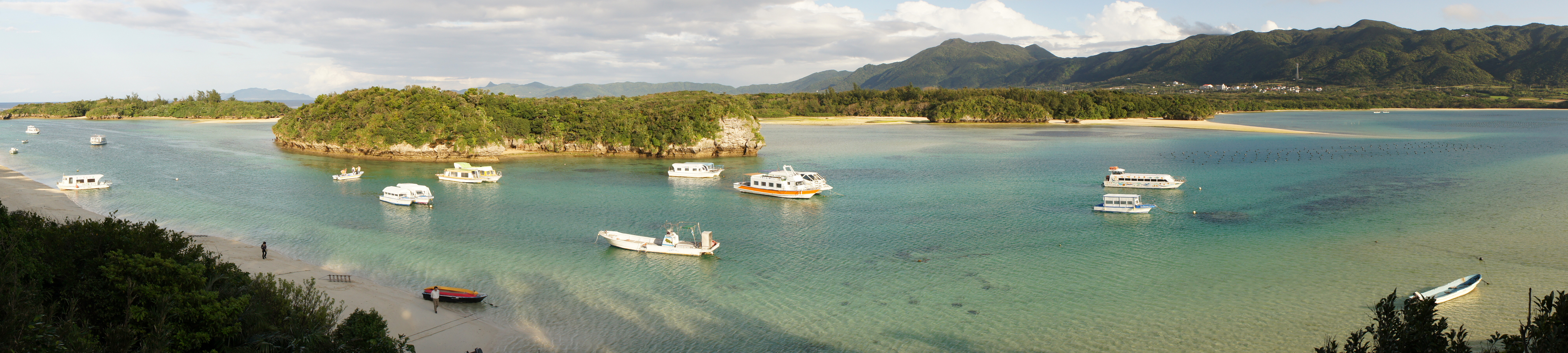
自左而右為真謝離（マジパナリ）、婿離（ムクパナリ）、遠處為川平灣小島